# 野岩羽线
野岩羽線（日语：／ Yagan u sen */?）是明治时期构想的自栃木縣今市经福島縣会津若松至山形縣米澤，沿下野街道，以构成连接会津和奥羽本線短络线为目的的铁路计划。
早在江户时代，身为脇街道的下野街道就作为会津藩、米澤藩等奥州诸藩用于参勤交代和物资运输的短络路线，同时该道路亦因日光和出羽三山的参拜游客而繁忙。
但是，该线路在计划中被分为数段分别建设。在改正铁道敷设法别表中，该线被分为第26号“山形县米泽至福岛县喜多方铁道”和第33号“栃木县今市经高德至福岛县田岛铁道......（后略）”，仅作为补充既存的干线的计划线路。这是因为沿线纵断多出山地，工程预计较为困难，且沿线亦不存在能够促进铁路开发的矿山资源，因此该线的进展极为缓慢。
现在可以通过東武鬼怒川線、會津鬼怒川線、會津鐵道會津線、磐越西線往来于今市（下今市站）和喜多方站之间，但至米澤站的区间仅建设了日中線的喜多方站至热盐站区间，并在后来因被指定为特定地方交通線而废除。该区间现在仍然可以通过國道121號往来，但中间并不存在连接两处的公共交通机关。